# Dexikrates (Dichter)
Dexikrates (altgriechisch Δεξικράτης) war ein griechischer Komödiendichter aus dem 3. Jahrhundert v. Chr., dessen Werk der Neuen Komödie zugerechnet wird.
Von ihm sind lediglich zwei Zeilen erhalten, die Athenaios aus seinem Werk Ὑφ' ἑαυτῶν πλανώμενοι zitiert. Auf dieser Stelle beruht ein Artikel im byzantinischen Lexikon Suda, in dem der Verfasser die Angabe ergänzte, Dexikrates stamme aus Athen. Des Weiteren wird er nur noch kurz beim Grammatiker Ailios Herodianos erwähnt.